# Opsarius
Opsarius – rodzaj ryb promieniopłetwych z rodziny karpiowatych (Cyprinidae). Są to dość małe, smukłe ryby, wyglądem przypominają ryby z podobnego rodzaju Barilius. Nadają się do akwarium, choć przez swoją ruchliwość inne ryby dzielące z nimi zbiornik mogą zostać wyparte z otwartej toni wodnej. W naturze występują w wartkich rzekach, od Indii do południowych Chin i Azji Południowo-Wschodniej, niektóre są endemitami. Większość gatunków zdobią niebieskie plamy lub pasy.
Rodzaj ten opisał dr John McClelland w wydanej w 1839 roku drugiej części (zatytułowanej „Indian Cyprinidae”) 19. tomu publikacji Asiatic Researches. Gatunkiem typowym jest O. maculatus. Podobnie jak w przypadku ryb z rodzaju Barilius, tak i w przypadku Opsarius FishBase proponuje ten rodzaj umieścić w innej rodzinie karpiokształtnych – Danionidae, która jednak raczej jest traktowana przez większość źródeł jako podrodzina – Danioninae, obejmująca m.in. rodzaje Danio, Devario, Barilius i Rasbora.
Największym gatunkiem z tego rodzaju jest O. tileo, który osiąga 15 cm długości całkowitej. Cechą, która je wyróżnia, jest także brak twardych promieni grzbietowych, na co zwrócił uwagę McClelland.
Są słabo poznane, od czasu pierwszego opisu taksonu zebrano mało informacji na temat gatunków z tego rodzaju karpiowatych.

## Gatunki
Do rodzaju należą następujące gatunki:
- Opsarius barna (F. Hamilton, 1822)
- Opsarius barnoides Decio Vinciguerra, 1890
- Opsarius bernatziki Koumans, 1937
- Opsarius cocsa (F. Hamilton, 1822)
- Opsarius koratensis (H.M. Smith, 1931)
- Opsarius maculatus (McClelland, 1839)
- Opsarius pulchellus (H.M. Smith, 1931)
- Opsarius tileo (F. Hamilton, 1822)